# Avoriaz
Koordinaten: 46° 12′ N, 6° 47′ O

Avoriaz im Winter

Avoriaz ist ein 1966 eröffneter Wintersportort auf dem Gebiet der Gemeinde Morzine im Département Haute-Savoie in den französischen Alpen an der Grenze zur Schweiz. 

## Gründung und Ausstattung
Avoriaz wurde in den 1960er Jahren auf einem Almgebiet gebaut und besitzt als konzipierter Touristenort keinen alten Dorfkern. Der Ort liegt auf 1.800 m Höhe und ist autofrei. Die Skistation verfügt über 39 Skilifte und 49 Pisten (6 schwarze, 14 rote, 24 blaue und 5 grüne) mit einer Gesamtlänge von 73 km. Avoriaz gehört zum Skigebiet Portes du Soleil, das über Skipisten von insgesamt 650 km Länge verfügt. Es bestehen Übergänge mit Skiliften nach Val-d’Illiez-Planachaux über den Pas de Chavanette, nach Les Crosets über den Col des Portes du Soleil und nach Châtel über Les Lindarets. 
Bei guter Sicht sind der Genfersee, der Mont Blanc und die Dents du Midi zu sehen.

## Veranstaltungen
Von 1973 bis 1993 war Avoriaz im Januar regelmäßig Schauplatz eines internationalen Festivals des fantastischen Films. Vom 24. bis 28. März 2007 wurde hier die VII. Europameisterschaft im Skibergsteigen ausgetragen.
2010 war Avoriaz Zielort der 8. Etappe der Tour de France und damit zum 6. Mal Etappenort.

## Aquariaz

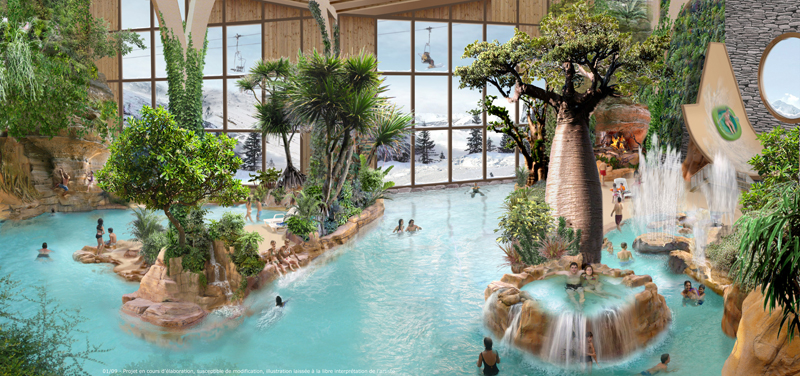
Aquariaz

Im Juli 2012 wurde Aquariaz eröffnet, ein 2.400 m² großer Aquapark. Der Park bietet Wassersensationen im Tropendekor.